# Solanum xanti
Solanum xanti es una especie de planta fanerógama pertenecidente a la familia de las solanáceas.

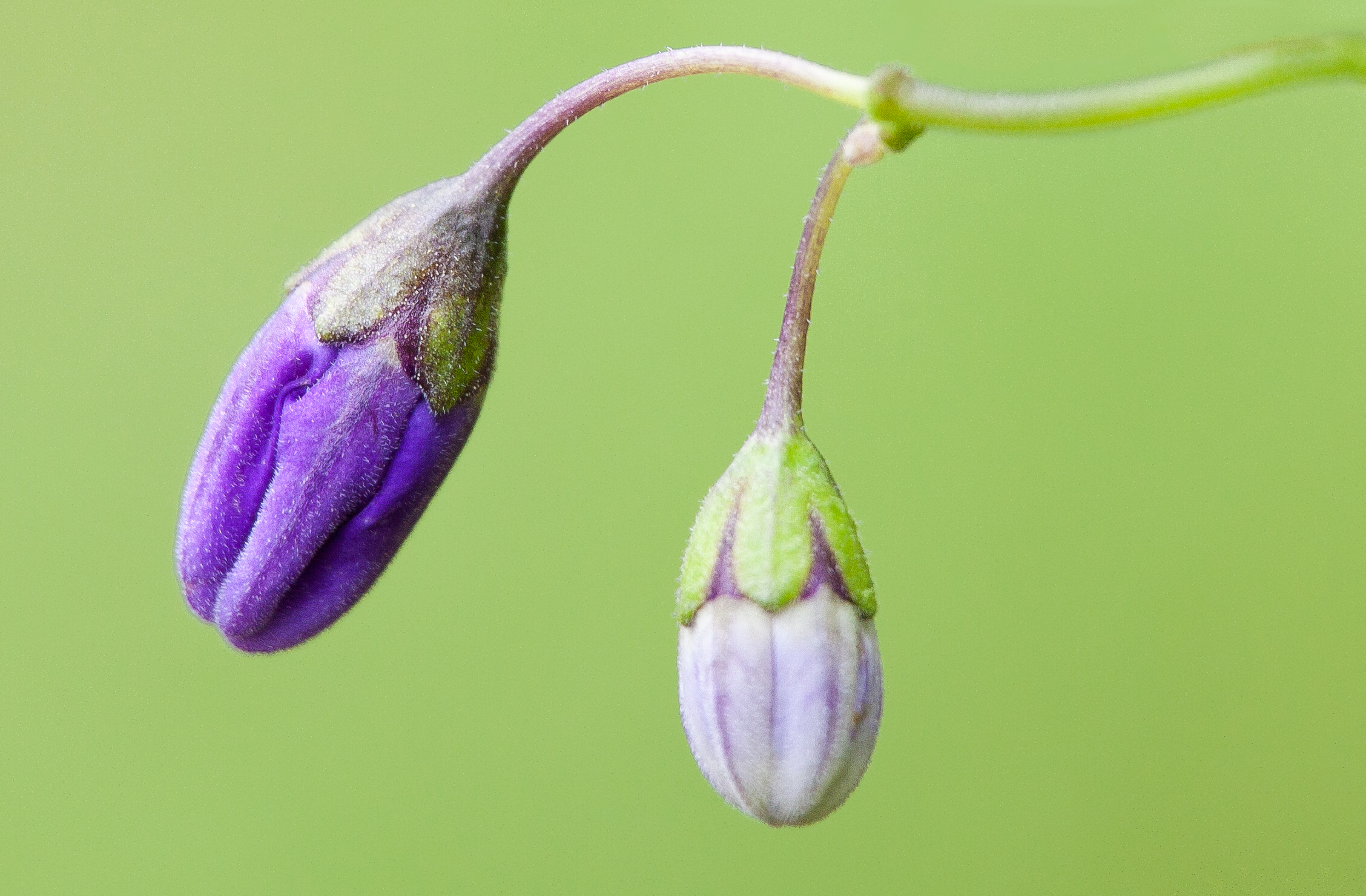
Detalle

## Descripción
Es un arbusto o pequeño árbol  de hoja perenne natural de California . Crece en zonas arboladas de roble, pino o bosques de coníferas, en suelos arenosos o rocosos. Las flores son púrpuras-azules y las hojas verde oscuro, la planta es venenosa para los seres humanos.

## Taxonomía
Solanum xanti fue descrita por Asa Gray y publicado en Proceedings of the American Academy of Arts and Sciences 11: 90–91. 1876.
Etimología
Ver: Solanum
xanti: epíteto, amarillo  
Variedad aceptada
- Solanum xanti var. obispoense (Eastw.) Wiggins

Sinonimia
- Solanum xanti var. xanti[2]